# ویجی آناند
ویجی آناند (انگلیسی: Vijay Anand; ۲۲ ژانویهٔ ۱۹۳۴ – ۲۳ فوریهٔ ۲۰۰۴) کارگردان فیلم، تهیه‌کننده فیلم، فیلم‌نامه‌نویس، تدوین‌گر و بازیگر اهل هند بود.

## فیلم‌شناسی
| سال  | فیلم              |
| ---- | ----------------- |
| ۱۹۵۷ | Nau Do Gyarah     |
| ۱۹۶۰ | بازار سیاه        |
| ۱۹۶۳ | در مقابل خانه شما |
| ۱۹۶۵ | راهنما            |
| ۱۹۶۶ | طبقه سوم          |
| ۱۹۶۷ | دزد جواهر         |
| ۱۹۶۸ | بیا بریم جای دیگه |
| ۱۹۷۰ | جانی نام من است   |
| ۱۹۷۱ | رؤیاهای من و تو   |
| ۱۹۷۳ | باج‌گیری           |
| ۱۹۷۳ | اسب سیاه          |
| ۱۹۷۴ | کاغذ سفید         |
| ۱۹۷۶ | گلوله             |
| ۱۹۸۰ | Ek Do Teen Char   |
| ۱۹۸۰ | رام و بارلام      |
| ۱۹۸۲ | راجپوت            |
| ۱۹۸۸ | Main Tere Liye    |

## جوایز
- جایزه فیلم‌فیر بهترین کارگردانی برای راهنما (۱۹۶۵)
- جایزه فیلم‌فیر بهترین دیالوگ برای راهنما (۱۹۶۵)
- جایزه فیلم‌فیر بهترین تدوین برای جانی نام من است (۱۹۷۰)
- جایزه فیلم‌فیر بهترین فیلم‌نامه برای جانی نام من است (1970)[۲]
- BFJA Awards  بهترین تدوین برای جانی نام من است (۱۹۷۰)[۳]
- BFJA Awards  بهترین تدوین برای Double Cross (1973)[۴]